# زالانتون
زالانتون (بالصينية: 扎兰屯市 )‏ هي مدينة على مستوى مقاطعة، في جمهورية الصين الشعبية، تتبع هولونبوير، تبلغ مساحتها 16,800 كيلومتر مربع، رمزها البريدي هو 162600.

## المناخ
يظهر الجدول التالي التغييرات المناخية على مدار السنة لزالانتون:
| البيانات المناخية لـزالانتون       | البيانات المناخية لـزالانتون | البيانات المناخية لـزالانتون | البيانات المناخية لـزالانتون | البيانات المناخية لـزالانتون | البيانات المناخية لـزالانتون | البيانات المناخية لـزالانتون | البيانات المناخية لـزالانتون | البيانات المناخية لـزالانتون | البيانات المناخية لـزالانتون | البيانات المناخية لـزالانتون | البيانات المناخية لـزالانتون | البيانات المناخية لـزالانتون | البيانات المناخية لـزالانتون |
| الشهر                              | يناير                        | فبراير                       | مارس                         | أبريل                        | مايو                         | يونيو                        | يوليو                        | أغسطس                        | سبتمبر                       | أكتوبر                       | نوفمبر                       | ديسمبر                       | المعدل السنوي                |
| ---------------------------------- | ---------------------------- | ---------------------------- | ---------------------------- | ---------------------------- | ---------------------------- | ---------------------------- | ---------------------------- | ---------------------------- | ---------------------------- | ---------------------------- | ---------------------------- | ---------------------------- | ---------------------------- |
| الدرجة القصوى °م (°ف)              | 4.3 (39.7)                   | 10.2 (50.4)                  | 22.1 (71.8)                  | 30.7 (87.3)                  | 38.0 (100.4)                 | 39.5 (103.1)                 | 38.7 (101.7)                 | 35.2 (95.4)                  | 31.8 (89.2)                  | 29.7 (85.5)                  | 15.8 (60.4)                  | 5.9 (42.6)                   | 39.5 (103.1)                 |
| المتوسط اليومي °م (°ف)             | −17.0 (1.4)                  | −12.6 (9.3)                  | −4.5 (23.9)                  | 5.4 (41.7)                   | 13.7 (56.7)                  | 19.0 (66.2)                  | 21.4 (70.5)                  | 19.3 (66.7)                  | 12.6 (54.7)                  | 3.7 (38.7)                   | −7.3 (18.9)                  | −14.9 (5.2)                  | 3.2 (37.8)                   |
| أدنى درجة حرارة °م (°ف)            | −34.7 (−30.5)                | −31.3 (−24.3)                | −26.7 (−16.1)                | −14.2 (6.4)                  | −6.3 (20.7)                  | 2.8 (37.0)                   | 8.0 (46.4)                   | 1.6 (34.9)                   | −5.7 (21.7)                  | −15.9 (3.4)                  | −25.3 (−13.5)                | −34.5 (−30.1)                | −34.7 (−30.5)                |
| الهطول مم (إنش)                    | 1.1 (0.04)                   | 1.2 (0.05)                   | 3.2 (0.13)                   | 17.1 (0.67)                  | 32.9 (1.30)                  | 95.5 (3.76)                  | 162.0 (6.38)                 | 116.4 (4.58)                 | 51.4 (2.02)                  | 18.5 (0.73)                  | 3.9 (0.15)                   | 2.4 (0.09)                   | 505.6 (19.9)                 |
| متوسط أيام هطول الأمطار (≥ 0.1 mm) | 2.2                          | 2.4                          | 3.3                          | 4.9                          | 7.9                          | 13.8                         | 15.7                         | 13.2                         | 9.4                          | 4.5                          | 3.1                          | 3.9                          | 84.3                         |
| المصدر: Weather China              |                              |                              |                              |                              |                              |                              |                              |                              |                              |                              |                              |                              |                              |

## التقسيمات الإدارية
- Xinghua Subdistrict, Zhalantun [الإنجليزية]‏
- Xiangyang Subdistrict, Zhalantun [الإنجليزية]‏.